# Poromitra crassa
Poromitra crassa är en fiskart som beskrevs av Nikolai V. Parin och Ebeling, 1980. Poromitra crassa ingår i släktet Poromitra och familjen Melamphaidae. Inga underarter finns listade i Catalogue of Life.